# طواف كولومبيا 2024
طواف كولومبيا 2024 (بالإسبانية: Tour Colombia 2024)‏ هو سباق دراجات هوائية من فئة  2.1، وهو الموسم الرابع من طواف كولومبيا ‏، وأقيم خلال الفترة من 6 فبراير 2024، وحتى 11 فبراير 2024 ضمن سباقات طواف أمريكا للدراجات 2024.
فاز بالمركز الأول رودريغو كونتريرز، وفاز بالمركز الثاني وفي ترتيب النقاط وفي تصنيف الجبال ريتشارد كاراباز، وفاز بالمركز الثالث جوناثان كايسيدو، وفاز في ترتيب الفرق إي أف إديوكيشن إيزيبوست 2024 ‏، وفاز في تصنيف سباقات السرعة David Santiago Gómez ‏، وفاز في ترتيب النقاط للشباب José Ramon Muñiz ‏.

## الفرق
| فرق عالمية (3)- Astana Qazaqstan Team - EF Education-EasyPost - Movistar Team فرق برو (2)- بنجوال باوليز ساوكس دبليو بي ‏ - Team Solution Tech–Vini Fantini ‏ فرق قارية (14)- أندروني جوكاتولي-سيدرمك ‏ - ميديلين ‏ - Orgullo Paisa ‏ - NU Colombia ‏ - Team Sistecrédito ‏ - Petrolike ‏ - Universe Cycling Team ‏ - Team Banco Guayaquil–Bianchi ‏ - زيرو أونو كانيل ‏ - سويفت كاربون برازيل 2022 ‏ - Panamá es Cultura y Valores ‏ - Colombia Potencia de la Vida–Strongman ‏ - Sidi Ali–Unlock Team ‏ - Team Saitel‏ فرق وطنية (5)- فريق كولومبيا لركوب الدراجات للرجال‏ - فريق البرازيل لركوب الدراجات للرجال‏ - فريق إستونيا لركوب الدراجات للرجال‏ - منتخب الإكوادور لركوب الدراجات للرجال‏ - فريق فنزويلا لركوب الدراجات للرجال‏ |  |
| |  |

## المراحل
| قائمة المراحل | قائمة المراحل | قائمة المراحل                           | قائمة المراحل | قائمة المراحل | قائمة المراحل | قائمة المراحل      | قائمة المراحل    |
| المرحلة       | التاريخ       | الدورة                                  |               | المسافة (كم)  | الارتفاع      | الفائز بالمرحلة    | القائد العام     |
| ------------- | ------------- | --------------------------------------- | ------------- | ------------- | ------------- | ------------------ | ---------------- |
| المرحلة 1     | 6 فبراير      | Paipa ‏ – Duitama ‏                       | مرحلة مستوية  | 155٫8         | 960 م         | فرناندو جافيريا    | فرناندو جافيريا  |
| المرحلة 2     | 7 فبراير      | Paipa ‏ – Santa Rosa de Viterbo, Boyacá ‏ | مرحلة التلال  | 168٫6         | 2٬305 م       | Harold Tejada ‏     | Harold Tejada ‏   |
| المرحلة 3     | 8 فبراير      | تونخا – تونخا                           | مرحلة التلال  | 141٫9         | 1٬694 م       | أليخاندرو أوسوريو  | رودريغو كونتريرز |
| المرحلة 4     | 9 فبراير      | Paipa ‏ – Zipaquirá ‏                     | مرحلة مستوية  | 181٫8         | 2٬033 م       | مارك كافنديش       | رودريغو كونتريرز |
| المرحلة 5     | 10 فبراير     | Cota, Cundinamarca ‏ – Alto del Vino ‏    | مرحلة متوسطة  | 138٫3         | 3٬409 م       | ريتشارد كاراباز    | رودريغو كونتريرز |
| المرحلة 6     | 11 فبراير     | Sopó ‏ – بوغوتا                          | مرحلة التلال  | 138٫7         | 1٬949 م       | Jhonatan Restrepo ‏ | رودريغو كونتريرز |

## النتيجة

### مرحلة 1
هي مرحلة مستوية، أقيمت في 6 فبراير 2024، وامتدّت لمسافة 155.8 كيلومتر. فاز بالمركز الأول، وتصدر ترتيب النقاط والترتيب العام في نهاية المرحلة فرناندو جافيريا، وتصدر Q36530001 Davide Persico ‏، وتصدر ترتيب الفرق موفيستار 2024 ‏، وتصدر تصنيف سباقات السرعة David Santiago Gómez ‏، وتصدر ترتيب النقاط للشباب José Ramon Muñiz ‏.
| التصنيف العام         | التصنيف العام         | التصنيف العام                       | التصنيف العام | التصنيف العام |
| العداء                | العداء                | الفريق                              | الوقت         |               |
| --------------------- | --------------------- | ----------------------------------- | ------------- | ------------- |
| 1                     | فرناندو جافيريا       | موفيستار                            | 3 س 11 د 29 ث |               |
| 2                     | Davide Persico ‏       | بنجوال باوليز ساوكس دبليو بي ‏       | + 4 ث         |               |
| 3                     | مارك كافنديش          | Astana Qazaqstan Team               | + 6 ث         |               |
| 4                     | David Santiago Gómez ‏ | Team Sistecrédito ‏                  | + 6 ث         |               |
| 5                     | Lauro Chaman ‏         | سويفت كاربون برازيل 2022 ‏           | + 6 ث         |               |
| 6                     | Brayan Sánchez ‏       | ميديلين ‏                            | + 9 ث         |               |
| 7                     | نيلسون سوتو ‏          | Petrolike ‏                          | + 10 ث        |               |
| 8                     | Jhonatan Restrepo ‏    | فريق كولومبيا لركوب الدراجات للرجال‏ | + 10 ث        |               |
| 9                     | Juan Diego Hoyos ‏     | Team Sistecrédito ‏                  | + 10 ث        |               |
| 10                    | Andrea Piccolo ‏       | EF Education-EasyPost               | + 10 ث        |               |
|                       |                       |                                     |               |               |
| مصدر: ProCyclingStats |                       |                                     |               |               |

### مرحلة 2
هي مرحلة جبلية، أقيمت في 7 فبراير 2024، وامتدّت لمسافة 168.6 كيلومتر. فاز بالمركز الأول، وتصدر الترتيب العام في نهاية المرحلة Harold Tejada ‏، وتصدر ترتيب النقاط للشباب César David Guavita ‏، وتصدر ترتيب الفرق فريق أستانا، وتصدر ترتيب التسلق Yeison Reyes ‏، وتصدر تصنيف سباقات السرعة David Santiago Gómez ‏، وتصدر ترتيب النقاط Andrea Piccolo ‏.
| التصنيف العام         | التصنيف العام          | التصنيف العام                           | التصنيف العام | التصنيف العام |
| العداء                | العداء                 | الفريق                                  | الوقت         |               |
| --------------------- | ---------------------- | --------------------------------------- | ------------- | ------------- |
| 1                     | Harold Tejada ‏         | Astana Qazaqstan Team                   | 7 س 13 د 35 ث |               |
| 2                     | أوسكار سبييا ريبيرا    | ميديلين ‏                                | + 1 ث         |               |
| 3                     | Andrea Piccolo ‏        | EF Education-EasyPost                   | + 5 ث         |               |
| 4                     | رودريغو كونتريرز       | NU Colombia ‏                            | + 11 ث        |               |
| 5                     | César David Guavita‏    | Colombia Potencia de la Vida–Strongman ‏ | + 11 ث        |               |
| 6                     | Yeison Reyes ‏          | Team Sistecrédito ‏                      | + 11 ث        |               |
| 7                     | Edgar Pinzón ‏          | GW–Shimano ‏                             | + 11 ث        |               |
| 8                     | Robinson Chalapud ‏     | Team Banco Guayaquil–Bianchi ‏           | + 11 ث        |               |
| 9                     | Javier Jamaica ‏        | ميديلين ‏                                | + 30 ث        |               |
| 10                    | كريستيان كاميلو مونيوث | NU Colombia ‏                            | + 32 ث        |               |
|                       |                        |                                         |               |               |
| مصدر: ProCyclingStats |                        |                                         |               |               |

### مرحلة 3
هي مرحلة جبلية، أقيمت في 8 فبراير 2024، وامتدّت لمسافة 141.9 كيلومتر. فاز بالمركز الأول اليخاندرو أوسوريو، وتصدر الترتيب العام في نهاية المرحلة وترتيب النقاط رودريغو كونتريرز، وتصدر ترتيب النقاط للشباب César David Guavita ‏، وتصدر تصنيف سباقات السرعة David Santiago Gómez ‏، وتصدر ترتيب التسلق Yeison Reyes ‏، وتصدر ترتيب الفرق 2024 GW Erco Shimano ‏.
| التصنيف العام         | التصنيف العام       | التصنيف العام                           | التصنيف العام  | التصنيف العام |
| العداء                | العداء              | الفريق                                  | الوقت          |               |
| --------------------- | ------------------- | --------------------------------------- | -------------- | ------------- |
| 1                     | رودريغو كونتريرز    | NU Colombia ‏                            | 10 س 33 د 58 ث |               |
| 2                     | Harold Tejada ‏      | Astana Qazaqstan Team                   | + 6 ث          |               |
| 3                     | أوسكار سبييا ريبيرا | ميديلين ‏                                | + 7 ث          |               |
| 4                     | Andrea Piccolo ‏     | EF Education-EasyPost                   | + 11 ث         |               |
| 5                     | César David Guavita‏ | Colombia Potencia de la Vida–Strongman ‏ | + 17 ث         |               |
| 6                     | Yeison Reyes ‏       | Team Sistecrédito ‏                      | + 17 ث         |               |
| 7                     | Edgar Pinzón ‏       | GW–Shimano ‏                             | + 17 ث         |               |
| 8                     | Robinson Chalapud ‏  | Team Banco Guayaquil–Bianchi ‏           | + 17 ث         |               |
| 9                     | أليخاندرو أوسوريو   | GW–Shimano ‏                             | + 19 ث         |               |
| 10                    | ريغوبيرتو أوران     | EF Education-EasyPost                   | + 26 ث         |               |
|                       |                     |                                         |                |               |
| مصدر: ProCyclingStats |                     |                                         |                |               |

### مرحلة 4
هي مرحلة مستوية، أقيمت في 9 فبراير 2024، وامتدّت لمسافة 181.8 كيلومتر. فاز بالمركز الأول مارك كافنديش، وتصدر الترتيب العام في نهاية المرحلة رودريغو كونتريرز، وتصدر ترتيب النقاط فرناندو جافيريا، وتصدر ترتيب النقاط للشباب César David Guavita ‏، وتصدر ترتيب الفرق 2024 GW Erco Shimano ‏، وتصدر ترتيب التسلق Yeison Reyes ‏، وتصدر تصنيف سباقات السرعة David Santiago Gómez ‏.
| التصنيف العام         | التصنيف العام       | التصنيف العام                           | التصنيف العام  | التصنيف العام |
| العداء                | العداء              | الفريق                                  | الوقت          |               |
| --------------------- | ------------------- | --------------------------------------- | -------------- | ------------- |
| 1                     | رودريغو كونتريرز    | NU Colombia ‏                            | 14 س 37 د 32 ث |               |
| 2                     | Harold Tejada ‏      | Astana Qazaqstan Team                   | + 4 ث          |               |
| 3                     | Andrea Piccolo ‏     | EF Education-EasyPost                   | + 11 ث         |               |
| 4                     | César David Guavita‏ | Colombia Potencia de la Vida–Strongman ‏ | + 17 ث         |               |
| 5                     | Yeison Reyes ‏       | Team Sistecrédito ‏                      | + 17 ث         |               |
| 6                     | Edgar Pinzón ‏       | GW–Shimano ‏                             | + 17 ث         |               |
| 7                     | Robinson Chalapud ‏  | Team Banco Guayaquil–Bianchi ‏           | + 17 ث         |               |
| 8                     | أليخاندرو أوسوريو   | GW–Shimano ‏                             | + 19 ث         |               |
| 9                     | ريغوبيرتو أوران     | EF Education-EasyPost                   | + 26 ث         |               |
| 10                    | جوناثان كايسيدو     | Petrolike ‏                              | + 30 ث         |               |
|                       |                     |                                         |                |               |
| مصدر: ProCyclingStats |                     |                                         |                |               |

### مرحلة 5
هي مرحلة جبلية متوسطة، أقيمت في 10 فبراير 2024، وامتدّت لمسافة 138.3 كيلومتر. فاز بالمركز الأول، وتصدر ترتيب التسلق ريتشارد كاراباز، وتصدر الترتيب العام في نهاية المرحلة وترتيب النقاط رودريغو كونتريرز، وتصدر ترتيب الفرق إي أف إديوكيشن إيزيبوست 2024 ‏، وتصدر تصنيف سباقات السرعة David Santiago Gómez ‏، وتصدر ترتيب النقاط للشباب José Ramon Muñiz ‏.
| التصنيف العام         | التصنيف العام     | التصنيف العام                       | التصنيف العام  | التصنيف العام |
| العداء                | العداء            | الفريق                              | الوقت          |               |
| --------------------- | ----------------- | ----------------------------------- | -------------- | ------------- |
| 1                     | رودريغو كونتريرز  | NU Colombia ‏                        | 18 س 12 د 04 ث |               |
| 2                     | ريتشارد كاراباز   | EF Education-EasyPost               | + 17 ث         |               |
| 3                     | جوناثان كايسيدو   | Petrolike ‏                          | + 24 ث         |               |
| 4                     | ريغوبيرتو أوران   | EF Education-EasyPost               | + 48 ث         |               |
| 5                     | إيغان بيرنال      | فريق كولومبيا لركوب الدراجات للرجال‏ | + 50 ث         |               |
| 6                     | Harold Tejada ‏    | Astana Qazaqstan Team               | + 1 د 27 ث     |               |
| 7                     | استيبان تشافيس    | EF Education-EasyPost               | + 1 د 29 ث     |               |
| 8                     | إيفان سوسا        | موفيستار                            | + 1 د 31 ث     |               |
| 9                     | Daniel Méndez ‏    | NU Colombia ‏                        | + 1 د 52 ث     |               |
| 10                    | José Ramon Muñiz ‏ | Petrolike ‏                          | + 2 د 36 ث     |               |
|                       |                   |                                     |                |               |
| مصدر: ProCyclingStats |                   |                                     |                |               |

### مرحلة 6
هي مرحلة جبلية، أقيمت في 11 فبراير 2024، وامتدّت لمسافة 138.7 كيلومتر. فاز بالمركز الأول Jhonatan Restrepo ‏، وتصدر ترتيب الفرق إي أف إديوكيشن إيزيبوست 2024 ‏، وتصدر ترتيب النقاط وترتيب التسلق ريتشارد كاراباز، وتصدر الترتيب العام في نهاية المرحلة رودريغو كونتريرز، وتصدر تصنيف سباقات السرعة David Santiago Gómez ‏، وتصدر ترتيب النقاط للشباب José Ramon Muñiz ‏.
| التصنيف العام         | التصنيف العام    | التصنيف العام         | التصنيف العام  | التصنيف العام |
| العداء                | العداء           | الفريق                | الوقت          |               |
| --------------------- | ---------------- | --------------------- | -------------- | ------------- |
| 1                     | رودريغو كونتريرز | NU Colombia ‏          | 21 س 18 د 26 ث |               |
| 2                     | ريتشارد كاراباز  | EF Education-EasyPost | + 6 ث          |               |
| 3                     | جوناثان كايسيدو  | Petrolike ‏            | + 26 ث         |               |
| 4                     | ريغوبيرتو أوران  | EF Education-EasyPost | + 50 ث         |               |
| 5                     | إيغان بيرنال     | Ineos Grenadiers      | + 1 د 01 ث     |               |
| 6                     | Harold Tejada ‏   | Astana Qazaqstan Team | + 1 د 26 ث     |               |
| 7                     | إيفان سوسا       | موفيستار              | + 1 د 33 ث     |               |
| 8                     | استيبان تشافيس   | EF Education-EasyPost | + 1 د 46 ث     |               |
| 9                     | Daniel Méndez ‏   | NU Colombia ‏          | + 1 د 54 ث     |               |
| 10                    | Yeison Reyes ‏    | Team Sistecrédito ‏    | + 2 د 52 ث     |               |
|                       |                  |                       |                |               |
| مصدر: ProCyclingStats |                  |                       |                |               |

## المشاركون
| Movistar Team MOV | Movistar Team MOV | Movistar Team MOV |
| ----------------- | ----------------- | ----------------- |
| م                 | عداء              | مرتبة             |
| 1                 | نيرو كوينتانا     | 21                |
| 2                 | فرناندو جافيريا   | 108               |
| 3                 | Vinícius Rangel ‏  | 31                |
| 4                 | سيرجيو ساميتيير   | 83                |
| 5                 | إيفان سوسا        | 7                 |
| 6                 | ألبرت توريس       | 87                |

| EF Education-EasyPost EFE | EF Education-EasyPost EFE | EF Education-EasyPost EFE |
| ------------------------- | ------------------------- | ------------------------- |
| م                         | عداء                      | مرتبة                     |
| 11                        | ريغوبيرتو أوران           | 4                         |
| 12                        | ريتشارد كاراباز           | 2                         |
| 14                        | ألكساندر سيبيدا           | 11                        |
| 15                        | استيبان تشافيس            | 8                         |
| 16                        | Andrea Piccolo ‏           | 41                        |

| Astana Qazaqstan Team AST | Astana Qazaqstan Team AST | Astana Qazaqstan Team AST |
| ------------------------- | ------------------------- | ------------------------- |
| م                         | عداء                      | مرتبة                     |
| 21                        | مارك كافنديش              | 121                       |
| 22                        | سيس بول                   | 79                        |
| 23                        | Harold Martín López ‏      | 18                        |
| 24                        | أليكسي لوتزينكو (طريق)    | 29                        |
| 25                        | مايكل موركوف              | لم يكمل السباق-5          |
| 26                        | Harold Tejada ‏            | 6                         |

| بنجوال باوليز ساوكس دبليو بي ‏ BWB | بنجوال باوليز ساوكس دبليو بي ‏ BWB | بنجوال باوليز ساوكس دبليو بي ‏ BWB |
| --------------------------------- | --------------------------------- | --------------------------------- |
| م                                 | عداء                              | مرتبة                             |
| 31                                | Davide Persico ‏                   | 102                               |
| 32                                | Dimitri Peyskens ‏                 | 55                                |
| 33                                | Lennert Teugels ‏                  | 63                                |
| 34                                | Aaron Van der Beken ‏              | 27                                |
| 35                                | BEL                               | 65                                |
| 36                                | Milan Lanhove ‏                    | 99                                |

| Team Solution Tech–Vini Fantini ‏ COR | Team Solution Tech–Vini Fantini ‏ COR | Team Solution Tech–Vini Fantini ‏ COR |
| ------------------------------------ | ------------------------------------ | ------------------------------------ |
| م                                    | عداء                                 | مرتبة                                |
| 41                                   | نيكولو بونيفازيو                     | 44                                   |
| 42                                   | دافيد بالداكيني ‏                     | 69                                   |
| 43                                   | Lorenzo Quartucci ‏                   | 82                                   |
| 44                                   | أتيليو فيفياني ‏                      | 109                                  |
| 45                                   | Giulio Masotto ‏                      | 110                                  |
| 46                                   | مارك ستيوارت                         | 96                                   |

| ميديلين ‏ MED | ميديلين ‏ MED        | ميديلين ‏ MED     |
| ------------ | ------------------- | ---------------- |
| م            | عداء                | مرتبة            |
| 51           | أوسكار سبييا ريبيرا | لم يبدأ-4        |
| 52           | Brayan Sánchez ‏     | لم يكمل السباق-5 |
| 53           | فابيو دوارتي        | 53               |
| 54           | Javier Jamaica ‏     | 12               |
| 55           | Wilmar Paredes ‏     | 22               |
| 56           | جولييان كاردونا     | 58               |

| Team Banco Guayaquil–Bianchi ‏ BGB | Team Banco Guayaquil–Bianchi ‏ BGB | Team Banco Guayaquil–Bianchi ‏ BGB |
| --------------------------------- | --------------------------------- | --------------------------------- |
| م                                 | عداء                              | مرتبة                             |
| 61                                | Aldemar Reyes ‏                    | 13                                |
| 62                                | Robinson Chalapud ‏                | 42                                |
| 63                                | كريستيان بيتا ‏                    | 106                               |
| 64                                | David Caicedo‏                     | 97                                |
| 65                                | Alexis Quinteros ‏                 | 59                                |
| 66                                | Miguel Flórez ‏                    | 73                                |

| Universe Cycling Team ‏ UNI | Universe Cycling Team ‏ UNI | Universe Cycling Team ‏ UNI |
| -------------------------- | -------------------------- | -------------------------- |
| م                          | عداء                       | مرتبة                      |
| 71                         | Lars Quaedvlieg ‏           | 62                         |
| 72                         | Bart Buijk‏                 | لم يكمل السباق-4           |
| 73                         | Kenny Nijssen ‏             | 45                         |
| 74                         | Tom Wijfje‏                 | OTL-4                      |
| 75                         | NED                        | 60                         |
| 76                         | Rick Nobel‏                 | 118                        |

| زيرو أونو كانيل ‏ CAJ | زيرو أونو كانيل ‏ CAJ | زيرو أونو كانيل ‏ CAJ |
| -------------------- | -------------------- | -------------------- |
| م                    | عداء                 | مرتبة                |
| 81                   | هاينر بارا           | 38                   |
| 82                   | Efrén Santos ‏        | 57                   |
| 83                   | بابلو ألاركون ‏       | 103                  |
| 84                   | Kevin Jiménez‏        | 84                   |
| 85                   | إغناثيو برادو        | 93                   |
| 86                   | Cormac McGeough ‏     | 112                  |

| Panamá es Cultura y Valores ‏ PCV | Panamá es Cultura y Valores ‏ PCV | Panamá es Cultura y Valores ‏ PCV |
| -------------------------------- | -------------------------------- | -------------------------------- |
| م                                | عداء                             | مرتبة                            |
| 91                               | Christofer Jurado ‏               | 80                               |
| 92                               | Franklin Archibold ‏              | 75                               |
| 93                               | Bolivar Espinosa ‏                | 111                              |
| 94                               | Randish Abdul Lorenzo‏            | 115                              |
| 95                               | Alex Strah ‏                      | -6                               |
| 96                               | Hassan Felipe Chan‏               | 117                              |

| Petrolike ‏ PTL | Petrolike ‏ PTL    | Petrolike ‏ PTL |
| -------------- | ----------------- | -------------- |
| م              | عداء              | مرتبة          |
| 101            | جوناثان كايسيدو   | 3              |
| 102            | دييغو كامارغو ‏    | 34             |
| 103            | نيلسون سوتو ‏      | 95             |
| 104            | José Ramon Muñiz ‏ | 15             |
| 105            | Edgar Cadena ‏     | 24             |
| 106            | Bernardo Suaza ‏   | 67             |

| سويفت كاربون برازيل 2022 ‏ SCP | سويفت كاربون برازيل 2022 ‏ SCP | سويفت كاربون برازيل 2022 ‏ SCP |
| ----------------------------- | ----------------------------- | ----------------------------- |
| م                             | عداء                          | مرتبة                         |
| 111                           | لوريانو روساس ‏                | 85                            |
| 112                           | Lauro Chaman ‏                 | 114                           |
| 113                           | Maicke Monteiro‏               | لم يكمل السباق-2              |
| 114                           | Alessandro Guimarães ‏         | 125                           |
| 115                           | João Pedro Rossi ‏             | 116                           |
| 116                           | José Manuel Aramayo‏           | لم يكمل السباق-4              |

| Sidi Ali–Unlock Team ‏ SUT | Sidi Ali–Unlock Team ‏ SUT | Sidi Ali–Unlock Team ‏ SUT |
| ------------------------- | ------------------------- | ------------------------- |
| م                         | عداء                      | مرتبة                     |
| 121                       | Vladimir López‏            | 66                        |
| 122                       | Hernán Darío Gómez‏        | 72                        |
| 123                       | Kamal Mahroug‏             | 98                        |
| 124                       | Mounir El Azhari‏          | لم يكمل السباق-2          |
| 125                       | Alejandro Gainza‏          | OTL-6                     |
| 126                       | Nikolaos Zegklis‏          | OTL-6                     |

| Team Saitel‏ TSA | Team Saitel‏ TSA      | Team Saitel‏ TSA |
| --------------- | -------------------- | --------------- |
| م               | عداء                 | مرتبة           |
| 131             | Carlos Andrés Parra ‏ | 52              |
| 132             | دييغو أوتشوا         | 94              |
| 133             | Cristian Tobar ‏      | 46              |
| 134             | Franklin Revelo‏      | 77              |
| 135             | Erik Caiza‏           | 78              |
| 136             | Alejandro Pita‏       | 120             |

| NU Colombia ‏ TNC | NU Colombia ‏ TNC       | NU Colombia ‏ TNC |
| ---------------- | ---------------------- | ---------------- |
| م                | عداء                   | مرتبة            |
| 141              | سيرجيو هيناو           | 14               |
| 142              | رودريغو كونتريرز       | 1                |
| 143              | كريستيان كاميلو مونيوث | 28               |
| 144              | دانيال مونيوث          | 47               |
| 145              | Daniel Méndez ‏         | 9                |
| 146              | Óscar Quiroz ‏          | 76               |

| Team Sistecrédito ‏ ESC | Team Sistecrédito ‏ ESC | Team Sistecrédito ‏ ESC |
| ---------------------- | ---------------------- | ---------------------- |
| م                      | عداء                   | مرتبة                  |
| 151                    | Yeison Reyes ‏          | 10                     |
| 152                    | Sebastián Castaño ‏     | 40                     |
| 153                    | Kevin Castillo ‏        | 26                     |
| 154                    | Juan Diego Guerrero‏    | 30                     |
| 155                    | Juan Diego Hoyos ‏      | 54                     |
| 156                    | David Santiago Gómez ‏  | 70                     |

| Orgullo Paisa ‏ EOP | Orgullo Paisa ‏ EOP  | Orgullo Paisa ‏ EOP |
| ------------------ | ------------------- | ------------------ |
| م                  | عداء                | مرتبة              |
| 161                | خوسيه تيتو هرنانديز | لم يكمل السباق-5   |
| 162                | داني أوسوريو ‏       | 32                 |
| 163                | أنخيل سانشيز ‏       | 37                 |
| 164                | Johan Colón ‏        | 101                |
| 165                | Juan Tito Rendón‏    | لم يبدأ-3          |
| 166                | Cesar Paulo Pantoja‏ | 64                 |

| GW–Shimano ‏ ___ | GW–Shimano ‏ ___          | GW–Shimano ‏ ___ |
| --------------- | ------------------------ | --------------- |
| م               | عداء                     | مرتبة           |
| 171             | أليخاندرو أوسوريو (طريق) | 33              |
| 172             | Edgar Pinzón ‏            | 20              |
| 173             | Adrián Bustamante ‏       | 25              |
| 174             | Daniel Arroyave ‏         | 89              |
| 175             | Diego Pescador ‏          | 23              |
| 176             | Brandon Rojas Vega ‏      | 17              |

| Colombia Potencia de la Vida–Strongman ‏ CPM | Colombia Potencia de la Vida–Strongman ‏ CPM | Colombia Potencia de la Vida–Strongman ‏ CPM |
| ------------------------------------------- | ------------------------------------------- | ------------------------------------------- |
| م                                           | عداء                                        | مرتبة                                       |
| 181                                         | Yeisson Casallas ‏                           | 16                                          |
| 182                                         | Jhojan García ‏                              | 74                                          |
| 183                                         | Iván Arturo Ojeda‏                           | 71                                          |
| 184                                         | Freddy Ávila‏                                | 61                                          |
| 185                                         | Marlon Diagama‏                              | 81                                          |
| 186                                         | César David Guavita‏                         | 39                                          |

| فريق كولومبيا لركوب الدراجات للرجال‏ COL | فريق كولومبيا لركوب الدراجات للرجال‏ COL | فريق كولومبيا لركوب الدراجات للرجال‏ COL |
| --------------------------------------- | --------------------------------------- | --------------------------------------- |
| م                                       | عداء                                    | مرتبة                                   |
| 191                                     | إيغان بيرنال                            | 5                                       |
| 192                                     | Hugo Rodriguez‏                          | 56                                      |
| 193                                     | براندون ريفيرا ‏                         | 19                                      |
| 195                                     | Jhonatan Restrepo ‏                      | 43                                      |
| 196                                     | خوان دييغو ألبا ‏                        | 48                                      |

| فريق البرازيل لركوب الدراجات للرجال‏ BRA | فريق البرازيل لركوب الدراجات للرجال‏ BRA | فريق البرازيل لركوب الدراجات للرجال‏ BRA |
| --------------------------------------- | --------------------------------------- | --------------------------------------- |
| م                                       | عداء                                    | مرتبة                                   |
| 201                                     | Nícolas Sessler ‏                        | 51                                      |
| 202                                     | André Gohr ‏                             | 104                                     |
| 203                                     | Euller Rabelo‏                           | 92                                      |
| 204                                     | Victor Paula‏                            | 86                                      |
| 205                                     | ويريك كاوا دومينغوس‏                     | OTL-2                                   |
| 206                                     | Andrey Braguini‏                         | 119                                     |

| فريق إستونيا لركوب الدراجات للرجال‏ EST | فريق إستونيا لركوب الدراجات للرجال‏ EST | فريق إستونيا لركوب الدراجات للرجال‏ EST |
| -------------------------------------- | -------------------------------------- | -------------------------------------- |
| م                                      | عداء                                   | مرتبة                                  |
| 211                                    | Martin Laas ‏                           | 107                                    |
| 212                                    | Martti Lenzius‏                         | 123                                    |
| 213                                    | Markus Pajur ‏                          | 88                                     |
| 214                                    | Lauri Tamm‏                             | لم يكمل السباق-6                       |
| 215                                    | Norman Vahtra ‏                         | 113                                    |
| 216                                    | Rait Ärm ‏                              | 91                                     |

| منتخب الإكوادور لركوب الدراجات للرجال‏ ECU | منتخب الإكوادور لركوب الدراجات للرجال‏ ECU | منتخب الإكوادور لركوب الدراجات للرجال‏ ECU |
| ----------------------------------------- | ----------------------------------------- | ----------------------------------------- |
| م                                         | عداء                                      | مرتبة                                     |
| 221                                       | بايرون غواما                              | لم يكمل السباق-5                          |
| 222                                       | Santiago Montenegro ‏                      | 36                                        |
| 223                                       | Wilson Haro ‏                              | 35                                        |
| 224                                       | Richard Huera ‏                            | 49                                        |
| 225                                       | Bryan Obando ‏                             | 105                                       |
| 226                                       | David Villarreal ‏                         | 90                                        |

| فريق فنزويلا لركوب الدراجات للرجال‏ VEN | فريق فنزويلا لركوب الدراجات للرجال‏ VEN | فريق فنزويلا لركوب الدراجات للرجال‏ VEN |
| -------------------------------------- | -------------------------------------- | -------------------------------------- |
| م                                      | عداء                                   | مرتبة                                  |
| 231                                    | Jhonny Araujo ‏                         | 122                                    |
| 232                                    | Jeison Rujano ‏                         | 68                                     |
| 233                                    | Yurgen Ramírez ‏                        | لم يكمل السباق-2                       |
| 234                                    | Luis Mora ‏                             | 50                                     |
| 235                                    | Enmanuel Viloria ‏                      | 124                                    |
| 236                                    | لويس بينتو ‏                            | 100                                    |

| Movistar Team MOV | Movistar Team MOV | Movistar Team MOV |
| ----------------- | ----------------- | ----------------- |
| م                 | عداء              | مرتبة             |
| 1                 | نيرو كوينتانا     | 21                |
| 2                 | فرناندو جافيريا   | 108               |
| 3                 | Vinícius Rangel ‏  | 31                |
| 4                 | سيرجيو ساميتيير   | 83                |
| 5                 | إيفان سوسا        | 7                 |
| 6                 | ألبرت توريس       | 87                |

| EF Education-EasyPost EFE | EF Education-EasyPost EFE | EF Education-EasyPost EFE |
| ------------------------- | ------------------------- | ------------------------- |
| م                         | عداء                      | مرتبة                     |
| 11                        | ريغوبيرتو أوران           | 4                         |
| 12                        | ريتشارد كاراباز           | 2                         |
| 14                        | ألكساندر سيبيدا           | 11                        |
| 15                        | استيبان تشافيس            | 8                         |
| 16                        | Andrea Piccolo ‏           | 41                        |

| Astana Qazaqstan Team AST | Astana Qazaqstan Team AST | Astana Qazaqstan Team AST |
| ------------------------- | ------------------------- | ------------------------- |
| م                         | عداء                      | مرتبة                     |
| 21                        | مارك كافنديش              | 121                       |
| 22                        | سيس بول                   | 79                        |
| 23                        | Harold Martín López ‏      | 18                        |
| 24                        | أليكسي لوتزينكو (طريق)    | 29                        |
| 25                        | مايكل موركوف              | لم يكمل السباق-5          |
| 26                        | Harold Tejada ‏            | 6                         |

| بنجوال باوليز ساوكس دبليو بي ‏ BWB | بنجوال باوليز ساوكس دبليو بي ‏ BWB | بنجوال باوليز ساوكس دبليو بي ‏ BWB |
| --------------------------------- | --------------------------------- | --------------------------------- |
| م                                 | عداء                              | مرتبة                             |
| 31                                | Davide Persico ‏                   | 102                               |
| 32                                | Dimitri Peyskens ‏                 | 55                                |
| 33                                | Lennert Teugels ‏                  | 63                                |
| 34                                | Aaron Van der Beken ‏              | 27                                |
| 35                                | BEL                               | 65                                |
| 36                                | Milan Lanhove ‏                    | 99                                |

| Team Solution Tech–Vini Fantini ‏ COR | Team Solution Tech–Vini Fantini ‏ COR | Team Solution Tech–Vini Fantini ‏ COR |
| ------------------------------------ | ------------------------------------ | ------------------------------------ |
| م                                    | عداء                                 | مرتبة                                |
| 41                                   | نيكولو بونيفازيو                     | 44                                   |
| 42                                   | دافيد بالداكيني ‏                     | 69                                   |
| 43                                   | Lorenzo Quartucci ‏                   | 82                                   |
| 44                                   | أتيليو فيفياني ‏                      | 109                                  |
| 45                                   | Giulio Masotto ‏                      | 110                                  |
| 46                                   | مارك ستيوارت                         | 96                                   |

| ميديلين ‏ MED | ميديلين ‏ MED        | ميديلين ‏ MED     |
| ------------ | ------------------- | ---------------- |
| م            | عداء                | مرتبة            |
| 51           | أوسكار سبييا ريبيرا | لم يبدأ-4        |
| 52           | Brayan Sánchez ‏     | لم يكمل السباق-5 |
| 53           | فابيو دوارتي        | 53               |
| 54           | Javier Jamaica ‏     | 12               |
| 55           | Wilmar Paredes ‏     | 22               |
| 56           | جولييان كاردونا     | 58               |

| Team Banco Guayaquil–Bianchi ‏ BGB | Team Banco Guayaquil–Bianchi ‏ BGB | Team Banco Guayaquil–Bianchi ‏ BGB |
| --------------------------------- | --------------------------------- | --------------------------------- |
| م                                 | عداء                              | مرتبة                             |
| 61                                | Aldemar Reyes ‏                    | 13                                |
| 62                                | Robinson Chalapud ‏                | 42                                |
| 63                                | كريستيان بيتا ‏                    | 106                               |
| 64                                | David Caicedo‏                     | 97                                |
| 65                                | Alexis Quinteros ‏                 | 59                                |
| 66                                | Miguel Flórez ‏                    | 73                                |

| Universe Cycling Team ‏ UNI | Universe Cycling Team ‏ UNI | Universe Cycling Team ‏ UNI |
| -------------------------- | -------------------------- | -------------------------- |
| م                          | عداء                       | مرتبة                      |
| 71                         | Lars Quaedvlieg ‏           | 62                         |
| 72                         | Bart Buijk‏                 | لم يكمل السباق-4           |
| 73                         | Kenny Nijssen ‏             | 45                         |
| 74                         | Tom Wijfje‏                 | OTL-4                      |
| 75                         | NED                        | 60                         |
| 76                         | Rick Nobel‏                 | 118                        |

| زيرو أونو كانيل ‏ CAJ | زيرو أونو كانيل ‏ CAJ | زيرو أونو كانيل ‏ CAJ |
| -------------------- | -------------------- | -------------------- |
| م                    | عداء                 | مرتبة                |
| 81                   | هاينر بارا           | 38                   |
| 82                   | Efrén Santos ‏        | 57                   |
| 83                   | بابلو ألاركون ‏       | 103                  |
| 84                   | Kevin Jiménez‏        | 84                   |
| 85                   | إغناثيو برادو        | 93                   |
| 86                   | Cormac McGeough ‏     | 112                  |

| Panamá es Cultura y Valores ‏ PCV | Panamá es Cultura y Valores ‏ PCV | Panamá es Cultura y Valores ‏ PCV |
| -------------------------------- | -------------------------------- | -------------------------------- |
| م                                | عداء                             | مرتبة                            |
| 91                               | Christofer Jurado ‏               | 80                               |
| 92                               | Franklin Archibold ‏              | 75                               |
| 93                               | Bolivar Espinosa ‏                | 111                              |
| 94                               | Randish Abdul Lorenzo‏            | 115                              |
| 95                               | Alex Strah ‏                      | -6                               |
| 96                               | Hassan Felipe Chan‏               | 117                              |

| Petrolike ‏ PTL | Petrolike ‏ PTL    | Petrolike ‏ PTL |
| -------------- | ----------------- | -------------- |
| م              | عداء              | مرتبة          |
| 101            | جوناثان كايسيدو   | 3              |
| 102            | دييغو كامارغو ‏    | 34             |
| 103            | نيلسون سوتو ‏      | 95             |
| 104            | José Ramon Muñiz ‏ | 15             |
| 105            | Edgar Cadena ‏     | 24             |
| 106            | Bernardo Suaza ‏   | 67             |

| سويفت كاربون برازيل 2022 ‏ SCP | سويفت كاربون برازيل 2022 ‏ SCP | سويفت كاربون برازيل 2022 ‏ SCP |
| ----------------------------- | ----------------------------- | ----------------------------- |
| م                             | عداء                          | مرتبة                         |
| 111                           | لوريانو روساس ‏                | 85                            |
| 112                           | Lauro Chaman ‏                 | 114                           |
| 113                           | Maicke Monteiro‏               | لم يكمل السباق-2              |
| 114                           | Alessandro Guimarães ‏         | 125                           |
| 115                           | João Pedro Rossi ‏             | 116                           |
| 116                           | José Manuel Aramayo‏           | لم يكمل السباق-4              |

| Sidi Ali–Unlock Team ‏ SUT | Sidi Ali–Unlock Team ‏ SUT | Sidi Ali–Unlock Team ‏ SUT |
| ------------------------- | ------------------------- | ------------------------- |
| م                         | عداء                      | مرتبة                     |
| 121                       | Vladimir López‏            | 66                        |
| 122                       | Hernán Darío Gómez‏        | 72                        |
| 123                       | Kamal Mahroug‏             | 98                        |
| 124                       | Mounir El Azhari‏          | لم يكمل السباق-2          |
| 125                       | Alejandro Gainza‏          | OTL-6                     |
| 126                       | Nikolaos Zegklis‏          | OTL-6                     |

| Team Saitel‏ TSA | Team Saitel‏ TSA      | Team Saitel‏ TSA |
| --------------- | -------------------- | --------------- |
| م               | عداء                 | مرتبة           |
| 131             | Carlos Andrés Parra ‏ | 52              |
| 132             | دييغو أوتشوا         | 94              |
| 133             | Cristian Tobar ‏      | 46              |
| 134             | Franklin Revelo‏      | 77              |
| 135             | Erik Caiza‏           | 78              |
| 136             | Alejandro Pita‏       | 120             |

| NU Colombia ‏ TNC | NU Colombia ‏ TNC       | NU Colombia ‏ TNC |
| ---------------- | ---------------------- | ---------------- |
| م                | عداء                   | مرتبة            |
| 141              | سيرجيو هيناو           | 14               |
| 142              | رودريغو كونتريرز       | 1                |
| 143              | كريستيان كاميلو مونيوث | 28               |
| 144              | دانيال مونيوث          | 47               |
| 145              | Daniel Méndez ‏         | 9                |
| 146              | Óscar Quiroz ‏          | 76               |

| Team Sistecrédito ‏ ESC | Team Sistecrédito ‏ ESC | Team Sistecrédito ‏ ESC |
| ---------------------- | ---------------------- | ---------------------- |
| م                      | عداء                   | مرتبة                  |
| 151                    | Yeison Reyes ‏          | 10                     |
| 152                    | Sebastián Castaño ‏     | 40                     |
| 153                    | Kevin Castillo ‏        | 26                     |
| 154                    | Juan Diego Guerrero‏    | 30                     |
| 155                    | Juan Diego Hoyos ‏      | 54                     |
| 156                    | David Santiago Gómez ‏  | 70                     |

| Orgullo Paisa ‏ EOP | Orgullo Paisa ‏ EOP  | Orgullo Paisa ‏ EOP |
| ------------------ | ------------------- | ------------------ |
| م                  | عداء                | مرتبة              |
| 161                | خوسيه تيتو هرنانديز | لم يكمل السباق-5   |
| 162                | داني أوسوريو ‏       | 32                 |
| 163                | أنخيل سانشيز ‏       | 37                 |
| 164                | Johan Colón ‏        | 101                |
| 165                | Juan Tito Rendón‏    | لم يبدأ-3          |
| 166                | Cesar Paulo Pantoja‏ | 64                 |

| GW–Shimano ‏ ___ | GW–Shimano ‏ ___          | GW–Shimano ‏ ___ |
| --------------- | ------------------------ | --------------- |
| م               | عداء                     | مرتبة           |
| 171             | أليخاندرو أوسوريو (طريق) | 33              |
| 172             | Edgar Pinzón ‏            | 20              |
| 173             | Adrián Bustamante ‏       | 25              |
| 174             | Daniel Arroyave ‏         | 89              |
| 175             | Diego Pescador ‏          | 23              |
| 176             | Brandon Rojas Vega ‏      | 17              |

| Colombia Potencia de la Vida–Strongman ‏ CPM | Colombia Potencia de la Vida–Strongman ‏ CPM | Colombia Potencia de la Vida–Strongman ‏ CPM |
| ------------------------------------------- | ------------------------------------------- | ------------------------------------------- |
| م                                           | عداء                                        | مرتبة                                       |
| 181                                         | Yeisson Casallas ‏                           | 16                                          |
| 182                                         | Jhojan García ‏                              | 74                                          |
| 183                                         | Iván Arturo Ojeda‏                           | 71                                          |
| 184                                         | Freddy Ávila‏                                | 61                                          |
| 185                                         | Marlon Diagama‏                              | 81                                          |
| 186                                         | César David Guavita‏                         | 39                                          |

| فريق كولومبيا لركوب الدراجات للرجال‏ COL | فريق كولومبيا لركوب الدراجات للرجال‏ COL | فريق كولومبيا لركوب الدراجات للرجال‏ COL |
| --------------------------------------- | --------------------------------------- | --------------------------------------- |
| م                                       | عداء                                    | مرتبة                                   |
| 191                                     | إيغان بيرنال                            | 5                                       |
| 192                                     | Hugo Rodriguez‏                          | 56                                      |
| 193                                     | براندون ريفيرا ‏                         | 19                                      |
| 195                                     | Jhonatan Restrepo ‏                      | 43                                      |
| 196                                     | خوان دييغو ألبا ‏                        | 48                                      |

| فريق البرازيل لركوب الدراجات للرجال‏ BRA | فريق البرازيل لركوب الدراجات للرجال‏ BRA | فريق البرازيل لركوب الدراجات للرجال‏ BRA |
| --------------------------------------- | --------------------------------------- | --------------------------------------- |
| م                                       | عداء                                    | مرتبة                                   |
| 201                                     | Nícolas Sessler ‏                        | 51                                      |
| 202                                     | André Gohr ‏                             | 104                                     |
| 203                                     | Euller Rabelo‏                           | 92                                      |
| 204                                     | Victor Paula‏                            | 86                                      |
| 205                                     | ويريك كاوا دومينغوس‏                     | OTL-2                                   |
| 206                                     | Andrey Braguini‏                         | 119                                     |

| فريق إستونيا لركوب الدراجات للرجال‏ EST | فريق إستونيا لركوب الدراجات للرجال‏ EST | فريق إستونيا لركوب الدراجات للرجال‏ EST |
| -------------------------------------- | -------------------------------------- | -------------------------------------- |
| م                                      | عداء                                   | مرتبة                                  |
| 211                                    | Martin Laas ‏                           | 107                                    |
| 212                                    | Martti Lenzius‏                         | 123                                    |
| 213                                    | Markus Pajur ‏                          | 88                                     |
| 214                                    | Lauri Tamm‏                             | لم يكمل السباق-6                       |
| 215                                    | Norman Vahtra ‏                         | 113                                    |
| 216                                    | Rait Ärm ‏                              | 91                                     |

| منتخب الإكوادور لركوب الدراجات للرجال‏ ECU | منتخب الإكوادور لركوب الدراجات للرجال‏ ECU | منتخب الإكوادور لركوب الدراجات للرجال‏ ECU |
| ----------------------------------------- | ----------------------------------------- | ----------------------------------------- |
| م                                         | عداء                                      | مرتبة                                     |
| 221                                       | بايرون غواما                              | لم يكمل السباق-5                          |
| 222                                       | Santiago Montenegro ‏                      | 36                                        |
| 223                                       | Wilson Haro ‏                              | 35                                        |
| 224                                       | Richard Huera ‏                            | 49                                        |
| 225                                       | Bryan Obando ‏                             | 105                                       |
| 226                                       | David Villarreal ‏                         | 90                                        |

| فريق فنزويلا لركوب الدراجات للرجال‏ VEN | فريق فنزويلا لركوب الدراجات للرجال‏ VEN | فريق فنزويلا لركوب الدراجات للرجال‏ VEN |
| -------------------------------------- | -------------------------------------- | -------------------------------------- |
| م                                      | عداء                                   | مرتبة                                  |
| 231                                    | Jhonny Araujo ‏                         | 122                                    |
| 232                                    | Jeison Rujano ‏                         | 68                                     |
| 233                                    | Yurgen Ramírez ‏                        | لم يكمل السباق-2                       |
| 234                                    | Luis Mora ‏                             | 50                                     |
| 235                                    | Enmanuel Viloria ‏                      | 124                                    |
| 236                                    | لويس بينتو ‏                            | 100                                    |

## التصنيف العام النهائي
| التصنيف العام         | التصنيف العام    | التصنيف العام                       | التصنيف العام  | التصنيف العام |
| العداء                | العداء           | الفريق                              | الوقت          |               |
| --------------------- | ---------------- | ----------------------------------- | -------------- | ------------- |
| 1                     | رودريغو كونتريرز | NU Colombia ‏                        | 21 س 18 د 26 ث |               |
| 2                     | ريتشارد كاراباز  | EF Education-EasyPost               | + 6 ث          |               |
| 3                     | جوناثان كايسيدو  | Petrolike ‏                          | + 26 ث         |               |
| 4                     | ريغوبيرتو أوران  | EF Education-EasyPost               | + 50 ث         |               |
| 5                     | إيغان بيرنال     | فريق كولومبيا لركوب الدراجات للرجال‏ | + 1 د 01 ث     |               |
| 6                     | Harold Tejada ‏   | Astana Qazaqstan Team               | + 1 د 26 ث     |               |
| 7                     | إيفان سوسا       | موفيستار                            | + 1 د 33 ث     |               |
| 8                     | استيبان تشافيس   | EF Education-EasyPost               | + 1 د 46 ث     |               |
| 9                     | Daniel Méndez ‏   | NU Colombia ‏                        | + 1 د 54 ث     |               |
| 10                    | Yeison Reyes ‏    | Team Sistecrédito ‏                  | + 2 د 52 ث     |               |
|                       |                  |                                     |                |               |
| مصدر: ProCyclingStats |                  |                                     |                |               |

### تصنيف النقاط
| تصنيف النقاط          | تصنيف النقاط          | تصنيف النقاط                        | تصنيف النقاط | تصنيف النقاط |
| العداء                | العداء                | الفريق                              | النقاط       |              |
| --------------------- | --------------------- | ----------------------------------- | ------------ | ------------ |
| 1                     | ريتشارد كاراباز       | EF Education-EasyPost               | 36 نقطة      |              |
| 2                     | رودريغو كونتريرز      | NU Colombia ‏                        | 36 نقطة      |              |
| 3                     | Harold Tejada ‏        | Astana Qazaqstan Team               | 31 نقطة      |              |
| 4                     | Jhonatan Restrepo ‏    | فريق كولومبيا لركوب الدراجات للرجال‏ | 29 نقطة      |              |
| 5                     | جوناثان كايسيدو       | Petrolike ‏                          | 28 نقطة      |              |
| 6                     | فرناندو جافيريا       | موفيستار                            | 27 نقطة      |              |
| 7                     | أليخاندرو أوسوريو     | GW–Shimano ‏                         | 25 نقطة      |              |
| 8                     | مارك كافنديش          | Astana Qazaqstan Team               | 25 نقطة      |              |
| 9                     | David Santiago Gómez ‏ | Team Sistecrédito ‏                  | 23 نقطة      |              |
| 10                    | ريغوبيرتو أوران       | EF Education-EasyPost               | 20 نقطة      |              |
|                       |                       |                                     |              |              |
| مصدر: ProCyclingStats |                       |                                     |              |              |

### تصنيف الجبال
| تصنيف الجبال          | تصنيف الجبال     | تصنيف الجبال                        | تصنيف الجبال | تصنيف الجبال |
| العداء                | العداء           | الفريق                              | النقاط       |              |
| --------------------- | ---------------- | ----------------------------------- | ------------ | ------------ |
| 1                     | ريتشارد كاراباز  | EF Education-EasyPost               | 15 نقطة      |              |
| 2                     | جوناثان كايسيدو  | Petrolike ‏                          | 13 نقطة      |              |
| 3                     | رودريغو كونتريرز | NU Colombia ‏                        | 12 نقطة      |              |
| 4                     | إيغان بيرنال     | فريق كولومبيا لركوب الدراجات للرجال‏ | 8 نقطة       |              |
| 5                     | Yeison Reyes ‏    | Team Sistecrédito ‏                  | 7 نقطة       |              |
| 6                     | ريغوبيرتو أوران  | EF Education-EasyPost               | 6 نقطة       |              |
| 7                     | Daniel Méndez ‏   | NU Colombia ‏                        | 5 نقطة       |              |
| 8                     | إيفان سوسا       | موفيستار                            | 4 نقطة       |              |
| 9                     | داني أوسوريو ‏    | Orgullo Paisa ‏                      | 3 نقطة       |              |
| 10                    | Wilson Haro ‏     | Team Banco Guayaquil–Bianchi ‏       | 3 نقطة       |              |
|                       |                  |                                     |              |              |
| مصدر: ProCyclingStats |                  |                                     |              |              |

## تصنيف الفرق

### الفرق حسب الوقت
| تصنيف الفرق حسب الوقت | تصنيف الفرق حسب الوقت                   | تصنيف الفرق حسب الوقت | تصنيف الفرق حسب الوقت |
| الفريق                | الفريق                                  | الوقت                 |                       |
| --------------------- | --------------------------------------- | --------------------- | --------------------- |
| 1                     | EF Education-EasyPost                   | 63 س 58 د 04 ث        |                       |
| 2                     | NU Colombia ‏                            | + 4 د 53 ث            |                       |
| 3                     | فريق كولومبيا لركوب الدراجات للرجال‏     | + 14 د 16 ث           |                       |
| 4                     | Petrolike ‏                              | + 15 د 58 ث           |                       |
| 5                     | Astana Qazaqstan Team                   | + 16 د 59 ث           |                       |
| 6                     | Team Sistecrédito ‏                      | + 20 د 08 ث           |                       |
| 7                     | GW–Shimano ‏                             | + 21 د 19 ث           |                       |
| 8                     | Movistar Team                           | + 22 د 48 ث           |                       |
| 9                     | ميديلين ‏                                | + 47 د 46 ث           |                       |
| 10                    | Colombia Potencia de la Vida–Strongman ‏ | + 1 س 04 د 06 ث       |                       |
|                       |                                         |                       |                       |
| مصدر: ProCyclingStats |                                         |                       |                       |

## تصانيف فرعية

### تصنيف أفضل عداء
| تصنيف أفضل عداء       | تصنيف أفضل عداء       | تصنيف أفضل عداء                    | تصنيف أفضل عداء | تصنيف أفضل عداء |
| العداء                | العداء                | الفريق                             | النقاط          |                 |
| --------------------- | --------------------- | ---------------------------------- | --------------- | --------------- |
| 1                     | David Santiago Gómez ‏ | Team Sistecrédito ‏                 | 23 نقطة         |                 |
| 2                     | ريتشارد كاراباز       | EF Education-EasyPost              | 7 نقطة          |                 |
| 3                     | Bernardo Suaza ‏       | Petrolike ‏                         | 7 نقطة          |                 |
| 4                     | أليكسي لوتزينكو       | Astana Qazaqstan Team              | 6 نقطة          |                 |
| 5                     | Lauro Chaman ‏         | سويفت كاربون برازيل 2022 ‏          | 6 نقطة          |                 |
| 6                     | Harold Tejada ‏        | Astana Qazaqstan Team              | 6 نقطة          |                 |
| 7                     | Javier Jamaica ‏       | ميديلين ‏                           | 4 نقطة          |                 |
| 8                     | Wilson Haro ‏          | Team Banco Guayaquil–Bianchi ‏      | 4 نقطة          |                 |
| 9                     | Rait Ärm ‏             | فريق إستونيا لركوب الدراجات للرجال‏ | 4 نقطة          |                 |
| 10                    | Brandon Rojas Vega ‏   | GW–Shimano ‏                        | 3 نقطة          |                 |
|                       |                       |                                    |                 |                 |
| مصدر: ProCyclingStats |                       |                                    |                 |                 |

### تصنيف أفضل شاب
| تصنيف أفضل شاب        | تصنيف أفضل شاب      | تصنيف أفضل شاب                          | تصنيف أفضل شاب | تصنيف أفضل شاب |
| العداء                | العداء              | الفريق                                  | الوقت          |                |
| --------------------- | ------------------- | --------------------------------------- | -------------- | -------------- |
| 1                     | José Ramon Muñiz ‏   | Petrolike ‏                              | 21 س 25 د 22 ث |                |
| 2                     | Brandon Rojas Vega ‏ | GW–Shimano ‏                             | + 59 ث         |                |
| 3                     | Diego Pescador ‏     | GW–Shimano ‏                             | + 4 د 48 ث     |                |
| 4                     | César David Guavita‏ | Colombia Potencia de la Vida–Strongman ‏ | + 18 د 41 ث    |                |
| 5                     | Hugo Rodriguez‏      | فريق كولومبيا لركوب الدراجات للرجال‏     | + 31 د 11 ث    |                |
| 6                     | Freddy Ávila‏        | Colombia Potencia de la Vida–Strongman ‏ | + 34 د 01 ث    |                |
| 7                     | Cesar Paulo Pantoja‏ | Orgullo Paisa ‏                          | + 35 د 16 ث    |                |
| 8                     | بلجيكا              | Bingoal WB Devo Team ‏                   | + 35 د 30 ث    |                |
| 9                     | Iván Arturo Ojeda‏   | Colombia Potencia de la Vida–Strongman ‏ | + 37 د 41 ث    |                |
| 10                    | Franklin Revelo‏     | Team Saitel‏                             | + 42 د 06 ث    |                |
|                       |                     |                                         |                |                |
| مصدر: ProCyclingStats |                     |                                         |                |                |

## وصلات خارجية
- الموقع الرسمي
- لمحة عن سباق طواف كولومبيا 2024 على موقع  ProCyclingStats   (برو  سايكلنج  ستاتس) - إحصاءات  محترفي  الدراجات.
- طواف كولومبيا 2024 على موقع إحصائيات الدراجات الإحترافية (الإنجليزية)